# Hideo Murota
Hideo Murota (室田日出男, Murota Hideo), né le 7 octobre 1937 et mort le 15 juin 2002, est un acteur japonais,.

## Biographie
Hideo Murota a tourné dans plus de 180 films au cinéma entre 1960 et 2003.

## Filmographie partielle

### Cinéma
- 1960 : Nippatsume wa jigoku-iki daze (二発目は地獄行きだぜ?) de Shigehiro Ozawa
- 1962 : The G-men of the Pacific (太平洋のＧメン, Taiheiyō no G-men?) de Teruo Ishii
- 1963 : Jūdō ichidai (柔道一代?) de Kiyoshi Saeki
- 1969 : La Demeure de la rose noire (黒薔薇の舘, Kuro bara no yakata?) de Kinji Fukasaku
- 1969 : Le Détroit de la faim (飢餓海峡,, Kiga kaikyō?) de Tomu Uchida
- 1969 : Le Caïd de Yokohama (日本暴力団 組長, Nihon bōryoku-dan: Kumichō?) de Kinji Fukasaku
- 1970 : Tora! Tora! Tora! de Richard Fleischer, Kinji Fukasaku et Toshio Masuda
- 1972 : La Femme scorpion (Joshū 701-gō: Sasori, 女囚701号/さそり?) de Shun’ya Itō
- 1972 : Elle s'appelait Scorpion (女囚さそり 第４１雑居房,, Joshū sasori: Dai-41 zakkyo-bō?) de Shun’ya Itō
- 1972 : Okita le pourfendeur : Yakuza moderne (現代やくざ 人斬り与太, Gendai yakuza: Hitokiri yota?) de Kinji Fukasaku
- 1973 : Combat sans code d'honneur 2 : Deadly Fight in Hiroshima (仁義なき戦い 広島死闘篇, Jingi naki tatakai: Hiroshima shitō hen?) de Kinji Fukasaku : Keisuke Nakahara
- 1973 : Combat sans code d'honneur 3 : Guerre par procuration (仁義なき戦い 代理戦争, Jingi naki tatakai: Dairi senso?) de Kinji Fukasaku
- 1974 : Combat sans code d'honneur 4 : Opération au sommet (仁義なき戦い 頂上作戦, Jingi naki tatakai: Chōjō sakusen?) de Kinji Fukasaku
- 1974 : Quartier violent (暴力街, Bōryoku gai?) de Hideo Gosha
- 1975 : Le Cimetière de la morale (film, 1975) (仁義の墓場, Jingi no hakaba?) de Kinji Fukasaku : Yoshioka Yasuo
- 1975 : Nouveau combat sans code d'honneur 2 : La Tête du boss (新仁義なき戦い 組長の首, Shin jingi naki tatakai: Kumichō no kubi?) de Kinji Fukasaku
- 1976 : Karate Warriors (子連れ殺人拳, Kozure satsujin ken?) de Kazuhiko Yamaguchi
- 1976 : Tombe de yakuza et fleur de gardénia (やくざの墓場 くちなしの花, Yakuza no hakaba: Kuchinashi no hana?) de Kinji Fukasaku : Yoshito Hidaka
- 1978 :  Le Samouraï et le Shogun (柳生一族の陰謀,, Yagyū ichizoku no inbō?) de Kinji Fukasaku
- 1978 : C'est dur d'être un homme : Elle court, elle court la rumeur (男はつらいよ 噂の寅次郎, Otoko wa tsurai yo: Uwasa no Torajirō?) de Yōji Yamada
- 1980 : Kagemusha, l'Ombre du guerrier (影武者, Kagemusha?) d Akira Kurosawa : Baba Nobufusa
- 1981 : Yajū shisubeshi (野獣死すべし?) de Tōru Murakawa
- 1981 : Samurai Reincarnation (魔界転生, Makai tenshō?) de Kinji Fukasaku
- 1981 : Eki, la gare (駅 STATION, Eki Station?) de Yasuo Furuhata : Shigeru Morioka
- 1982 : Dans l'ombre du loup (鬼龍院花子の生涯,, Kiryūin hanako no shōgai?) de Hideo Gosha
- 1983 : Furyo (戦場のメリークリスマス,, Senjō no merī kurisumasu?) de Nagisa Ōshima : Gondo
- 1985 : Seburi monogatari (瀬降り物語?) de Sadao Nakajima : Kuzushiri
- 1987 : L'Inspectrice des impôts (マルサの女, Marusa no onna?) de Jūzō Itami
- 1990 : Ten to chi to (天と地と?) de Haruki Kadokawa : Obu Toramasa
- 1991 : Hiruko the Goblin (妖怪ハンター ヒルコ, Yōkai hantā: Hiruko?) de Shin'ya Tsukamoto
- 1992 : Shura no densetsu (修羅の伝説?) de Seiji Izumi (ja)
- 1992 : Original Sin (死んでもいい, Shinde mo ii?) de Takashi Ishii
- 2001 : Une adolescente (少女,, Shōjo?) d Eiji Okuda
- 2002 : Femmes en miroir (鏡の女たち,, Kagami no onnatachi?) de Yoshishige Yoshida

### Séries télévisées
- 1972 : Chojin Barom 1 (バロム・1?)
- 1975-1977 : Zenryaku ofukurosama (前略おふくろ様?)

## Distinctions

### Récompenses
- 1993 : Blue Ribbon Award du meilleur acteur dans un second rôle pour Shura no densetsu et Original Sin[4],[5]
- 1993 : prix du meilleur acteur dans un second rôle pour Original Sin au Festival du film de Yokohama[6]